# Copa do Interior de Seleções
Copa do Interior de Seleções Pernambucanas de Futebol, outrora conhecida como Copa do Interior das Ligas Municipais e oficialmente conhecida por Copa do Interior Betsson (por motivos de patrocínio), é uma competição estadual de futebol amador, de Pernambuco. Organizado pela Federação Pernambucana de Futebol e do Departamento de Futebol Amador, é considerada a maior competição amadora de futebol do estado. Ela reúne o maior número de municípios do interior e das Regiões Metropolitanas do Recife e suas Ligas Desportivas de Futebol, além de levar o público aos estádios para acompanhar a competição, também é uma espécie de vitrine que exibes atletas promissores que possam compor elencos em clubes profissionais. Apesar de não ser uma competição profissional, mesmo a maioria das ligas serem profissionalmente filiadas a federação, é uma das competições mais antigas do estado remetendo a década de 1930, sendo as primeiras competições datadas a partir de 1936.
Como o próprio nome já diz, é um torneio que reúne as Ligas Desportivas de futebol do interior (com exceção da capital Recife), filiadas a FPF-PE, enviando seleções de futebol para a disputa da competição. Em tese, seria um tipo de Copa do Mundo de Seleções da FIFA. É disputada de forma bienal regularmente a partir de 1997, com exceção da edição de 2017. A primeira edição ocorreu em 1954 no município de Escada, cuja seleção saiu vencedora. A atual seleção campeã da Copa do Interior, é da Liga Desportiva de Paulista que venceu a competição em 2022, sendo que é a liga com mais títulos no torneio, em seguida tem Garanhuns e Gravatá, com três taças conquistadas. Apenas vinte ligas foram campeãs da copa até hoje.

## História

### Antecedentes: Copa do Interior de Clubes Campeões
O futebol amador sempre esteve presente na história do futebol pernambucano. O Campeonato Pernambucano por muitas vezes, foi amador antes da profissionalização, muitos clubes tinham o estatuto amador. O Futebol no interior já na década de 1930, demonstrava o grande potencial que tinha para poder brilhar entres os grandes da capital. A maior prova disso foi o time do Central de Caruaru, que antes mesmo de entrar no Campeonato Pernambucano de Futebol disputou e venceu com autoridade os vários amistosos com clubes da capital, que entre entre eles estavam o Torre, Flamengo do Recife e Ateniense, todos da capital pernambucana. Ainda na década de 1930, outra cidades também já se destacavam no futebol e outro exemplo era o município de Limoeiro, com os clubes Colombo e Centro Limoeirense, a cidade de Moreno com o Societé E.C, a cidade de Vitória de Santo Antão com o Sport Club Vitória e a cidade de Garanhuns o time da Garanhuense - AGA, essas cidades já demonstravam o grande interesse pelo esporte em Pernambuco, e todas sem exceção tinham pretensões de colocar seu representante no campeonato pernambucano.
A ideia de criação de um torneio que reunisse esses clubes, crescia rapidamente. Foi então que a FPF-PE, junto da Diretoria de Competições e o Departamento de Futebol Amador, realizarão a primeira edição da Copa do Interior de Clubes Campeões, tendo o Colombo Spot Club campeão de 1936. A competição, reunia os clubes campeões do citadinos organizadas pelas ligas desportivas dos municípios de Pernambuco. A competição foi tão promissora, que acabou sendo integrada a criação da Terceira divisão estadual, perdendo o aval pra o que era esperado do torneio.

### 1954: A primeira edição
Com a edição de 1954, o futebol interiorano viu um caminho promissor ao seu futebol. Isso porque quatro anos depois, na edição de 1958 do Campeonato Pernambucano de Futebol, estreava o primeiro clube do interior na elite do futebol estadual. Tratava-se do Asas Futebol Clube, clube representante não só de Jaboatão dos Guararapes, como também da Liga Desportiva de Jaboatão.
Essa competição, reuniu as maiores seleções das ligas dos municípios. Muitas delas, já tradicionais no cenário esportivo de Pernambuco. A primeira seleção campeã do torneio, foi a da Liga Limoeirense de Desportos, que já havia ganho duas outras competições pré-copa. Em 1961, sete anos depois, foi realizada a segunda edição tendo a Liga Desportiva de Caruaru, sagrando-se campeã. Regularmente, é realizada bienalmente (A cada 2 anos), com exceção da edição de 2018, sua última edição realizada e tendo como campeã a Liga Desportiva de Paulista, sendo a 32ª edição. A 33ª edição que iria acontecer no ano de 2020 mas, foi adiada para o ano seguinte devido ao ao surto pandêmico de COVID-19 no Brasil. devido ao surto pandêmico de COVID-19 no Brasil.

## Campeões

### Copa do Interior de Clubes Campeões
| Edição | Ano  | Campeão                                    | Vice-campeão                |
| ------ | ---- | ------------------------------------------ | --------------------------- |
| 1ª     | 1936 | Colombo Sport Club (1)                     | Central Sport Club          |
| 2ª     | 1962 | Colombo Sport Club (2)                     | Associação Atlética Rio Una |
| 3ª     | 1964 | Associação Esportiva Central Barreiros (1) | Sete de Setembro            |
| 4ª     | 1965 | Associação Esportiva Central Barreiros (2) | Locomoção Esporte Clube     |
| 5ª     | 1968 | Associação Garanhuense (1)                 | Locomoção Esporte Clube     |
| 6ª     | 1973 | Associação Garanhuense (2)                 | Santa Cruz do Carpina       |
| 7ª     | 1980 | Palmeiras de Paulista (1)                  | Destilaria Esporte Clube    |
| 8ª     | 1981 | Associação Esportiva DR5 (1)               | Flamengo Sport Club         |
| 9ª     | 2014 | AC Milan (1)                               | Independente FC             |

### Copa do Interior
A seguir, uma lista com todas as ligas campeãs oficiais da Copa das Ligas do Interior de Futebol.
| Edição | Ano  | Campeão                    | Vice-campeão             | Terceiro colocado           | Quarto colocado      | Ref.        |
| ------ | ---- | -------------------------- | ------------------------ | --------------------------- | -------------------- | ----------- |
| 1ª     | 1954 | Liga de Escada (1)         | Liga de Limoeiro         | Desconhecido                | Desconhecido         |             |
| 2ª     | 1961 | Liga de Caruaru (1)        | Liga de Limoeiro         | Liga de V. Santo Antão      | Liga de Barreiros    |             |
| 3ª     | 1963 | Liga de Caruaru (2)        | Liga de Pesqueira        | Desconhecido                | Desconhecido         |             |
| 4ª     | 1966 | Liga de Garanhuns (1)      | Liga de Barreiros        | Desconhecido                | Desconhecido         |             |
| 5ª     | 1967 | Liga de Gravatá (1)        | Liga de Arcoverde        | Desconhecido                | Desconhecido         |             |
| 6ª     | 1968 | Liga de Gravatá (2)        | Desconhecido             | Desconhecido                | Desconhecido         |             |
| 7ª     | 1969 | Liga de Garanhuns (2)      | Liga de Igarassu         | Desconhecido                | Desconhecido         |             |
| 8ª     | 1970 | Liga de Petrolina (1)      | Liga de Olinda           | Desconhecido                | Desconhecido         |             |
| 9ª     | 1974 | Liga de Gravatá (3)        | Liga de Petrolina        | Desconhecido                | Desconhecido         |             |
| 10ª    | 1976 | Liga de Goiana (1)         | Liga de Pesqueira        | Desconhecido                | Desconhecido         |             |
| 11ª    | 1979 | Liga de Garanhuns (3)      | Liga de Jaboatão         | Desconhecido                | Desconhecido         |             |
| 12ª    | 1984 | Liga de Surubim (1)        | Desconhecido             | Desconhecido                | Desconhecido         |             |
| 13ª    | 1985 | Liga Cabense (1)           | Desconhecido             | Desconhecido                | Desconhecido         |             |
| 14ª    | 1986 | Liga de Limoeiro (1)       | Desconhecido             | Desconhecido                | Desconhecido         |             |
| 15ª    | 1987 | Liga de Santa Cruz (1)     | Desconhecido             | Desconhecido                | Desconhecido         |             |
| 16ª    | 1989 | Liga de Jaboatão (1)       | Liga de Palmares         | Desconhecido                | Desconhecido         |             |
| 17ª    | 1991 | Liga de Santa Cruz (2)     | Desconhecido             | Desconhecido                | Desconhecido         |             |
| 18ª    | 1992 | Liga de Arcoverde (1)      | Liga de Santa Cruz       | Desconhecido                | Desconhecido         |             |
| 19ª    | 1994 | Liga de Petrolina (2)      | Desconhecido             | Desconhecido                | Desconhecido         |             |
| 20ª    | 1996 | Liga de V. Santo Antão (1) | Liga de Cachoeirinha     | Desconhecido                | Desconhecido         |             |
| 21ª    | 1997 | Liga de Igarassu (1)       | Desconhecido             | Desconhecido                | Desconhecido         |             |
| 22ª    | 1999 | Liga de Pesqueira (1)      | Liga de Barreiros        | Desconhecido                | Desconhecido         |             |
| 23ª    | 2001 | Liga de Barreiros (1)      | Liga de São Bento do Una | Desconhecido                | Desconhecido         |             |
| 24ª    | 2003 | Liga de Sertânia (1)       | Liga de Igarassu         | Desconhecido                | Desconhecido         |             |
| 25ª    | 2005 | Liga de Ipojuca (1)        | Liga de São Bento do Una | Desconhecido                | Desconhecido         |             |
| 26ª    | 2007 | Liga de Ipojuca (2)        | Liga de Afogados         | Desconhecido                | Desconhecido         |             |
| 27ª    | 2009 | Liga de Paulista (1)       | Desconhecido             | Desconhecido                | Desconhecido         |             |
| 28ª    | 2011 | Liga de Goiana (2)         | Liga de Cachoeirinha     | Desconhecido                | Desconhecido         |             |
| 29ª    | 2013 | Liga de Paudalho (1)       | Liga de Afogados         | Desconhecido                | Desconhecido         |             |
| 30ª    | 2015 | Liga de Carpina (1)        | Liga de Cachoeirinha     | Desconhecido                | Desconhecido         |             |
| 31ª    | 2017 | Liga de Paulista (2)       | Liga de Cachoeirinha     | Liga de Ipojuca             | Liga de Sanharó      | [ 7 ]       |
| 32ª    | 2018 | Liga de Paulista (3)       | Liga de Cachoeirinha     | Liga de Igarassu            | Liga de Belo Jardim  |             |
| 33ª    | 2022 | Liga de Paulista (4)       | Liga de Sanharó          | Liga Desportiva de Jaboatão | Liga de Cachoeirinha | [ 8 ] [ 9 ] |

### Títulos
Por liga
| Clube                         | Campeão | Anos do Títulos        | Vice | Anos dos Vices |
| ----------------------------- | ------- | ---------------------- | ---- | -------------- |
| Liga Desportiva do Paulista   | 4       | 2009, 2017, 2018, 2022 | 0    |                |
| Liga Desportiva Garanhuense   | 3       | 1966, 1969, 1979       | 0    |                |
| Liga Desportiva Gravataense   | 3       | 1967, 1968, 1974       | 0    |                |
| Liga Desportiva Caruaruense   | 2       | 1961, 1963             | 0    |                |
| Liga Desportiva de Goiana     | 2       | 1976, 2011             | 0    |                |
| Liga Desportiva Petrolinense  | 2       | 1970, 1994             | 1    | 1974           |
| Liga Desportiva Santacruzense | 2       | 1987, 1991             | 1    | 1992           |
| Liga Desportiva Ipojucana     | 2       | 2005, 2007             | 0    |                |
| Liga Desportiva Escadense     | 1       | 1954                   | 0    |                |
| Liga Desportiva de Surubim    | 1       | 1984                   | 0    |                |
| iga Desportiva Cabense        | 1       | 1985                   | 0    |                |
| Liga Limoeirense de Desportos | 1       | 1986                   | 2    | 1954, 1961     |
| Liga Desportiva de Jaboatão   | 1       | 1989                   | 1    | 1979           |
| Liga Desportiva de Arcoverde  | 1       | 1992                   | 1    | 1967           |
| Liga Vitoriense de Desportos  | 1       | 1996                   | 0    |                |
| Liga Desportiva de Igarassu   | 1       | 1997                   | 1    | 2003           |
| Liga Desportiva de Pesqueira  | 1       | 1999                   | 2    | 1963, 1973     |
| Liga Barreirense de Desportos | 1       | 2001                   | 2    | 1966, 1999     |
| Liga Desportiva de Sertânia   | 1       | 2002                   | 0    |                |
| Liga Desportiva de Paudalho   | 1       | 2013                   | 0    |                |